# Lehenweiler

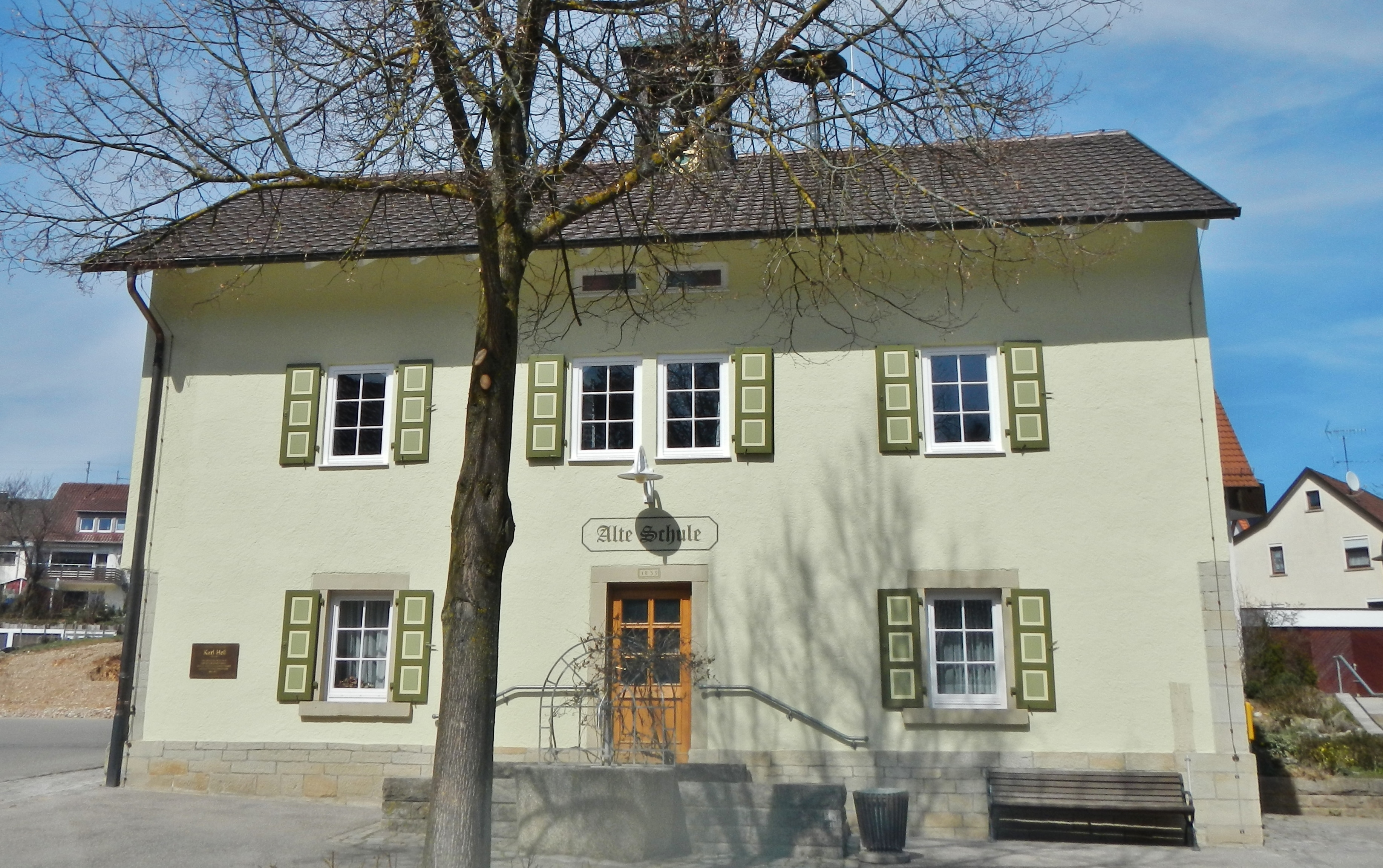
Alte Schule – Lehenweiler

Lehenweiler ist ein Ortsteil von Aidlingen im Landkreis Böblingen. Der Ort liegt im Heckengäu zwischen Schwarzwald und Stuttgart.  Ende 2018 hatte das Dorf 529 Einwohner.

## Geschichte

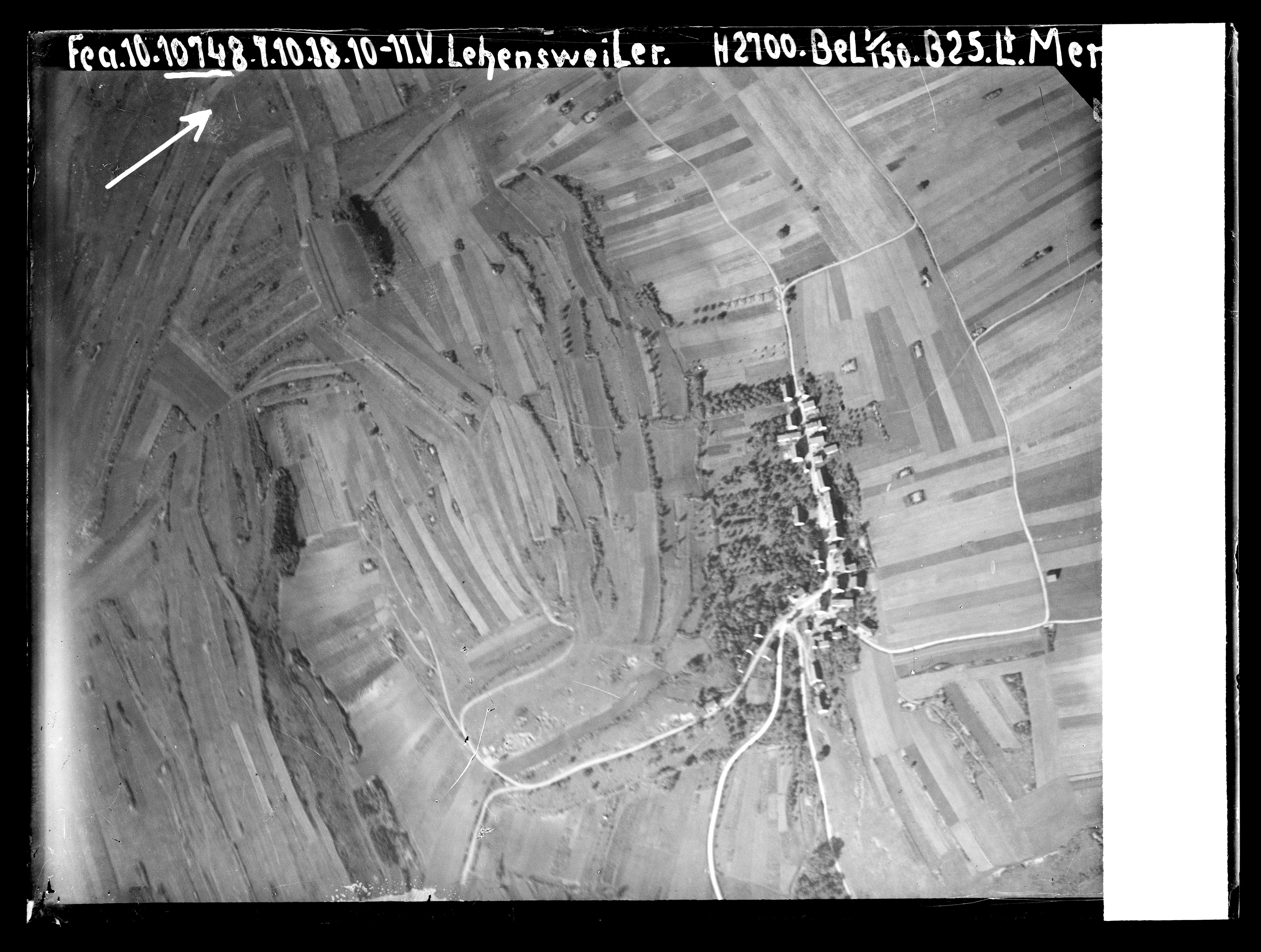
Luftbild von Lehenweiler, April 1918

Im Jahre 1709 gab Herzog Eberhard Ludwig drei verdienten Gardereitern seiner Armee auf deren Gesuch je 15 Morgen Land aus den Lehen  der Markung Aidlingen. Damit ist auch die Herkunft des Namens erklärt, und Lehenweiler ist damit die jüngste und kleinste Siedlung der Gemeinde Aidlingen. Es gibt ein jährliches Dorffest zum 1. Mai.

## Infrastruktur
Das Dorf ist heute fast ausschließlich Wohnsiedlung neben einigen Landwirtschaftsbetrieben. In der Mitte des Dorfes liegt die 1813 erbaute Alte Schule, die heute als Bürgerhaus genutzt wird, es gibt ein Backhaus und einen Kindergarten. Es gibt keine Einkaufsmöglichkeiten oder Gastronomie, nur Direktverkauf von landwirtschaftlichen Produkten. Es besteht eine Busverbindung nach Aidlingen und in die ca. 12 Kilometer entfernte Stadt Böblingen. Die nächsten Bahnanschlüsse sind die S-Bahn-Stationen in Ehningen und Weil der Stadt.

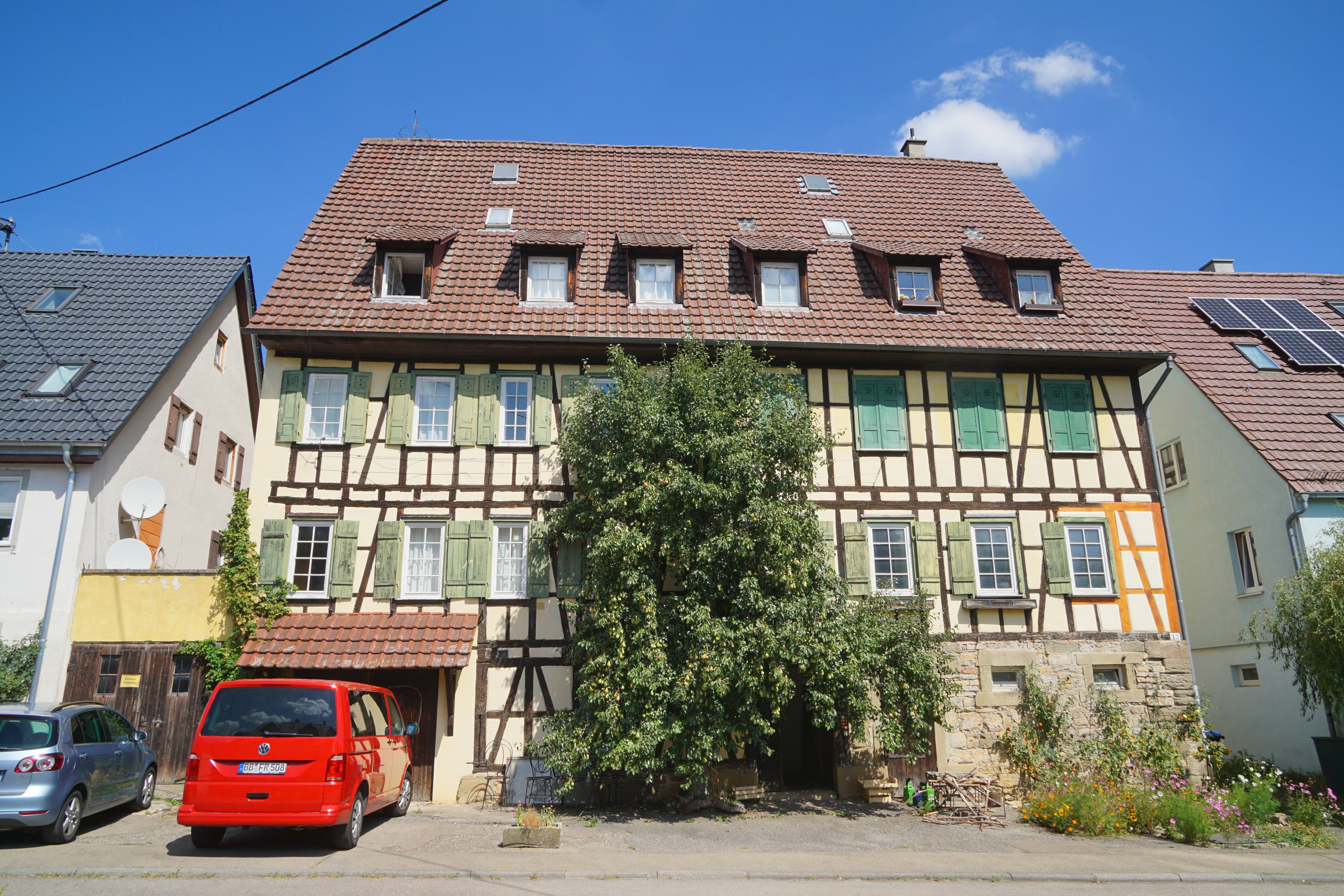
Lehenweiler Hauptstraße 12
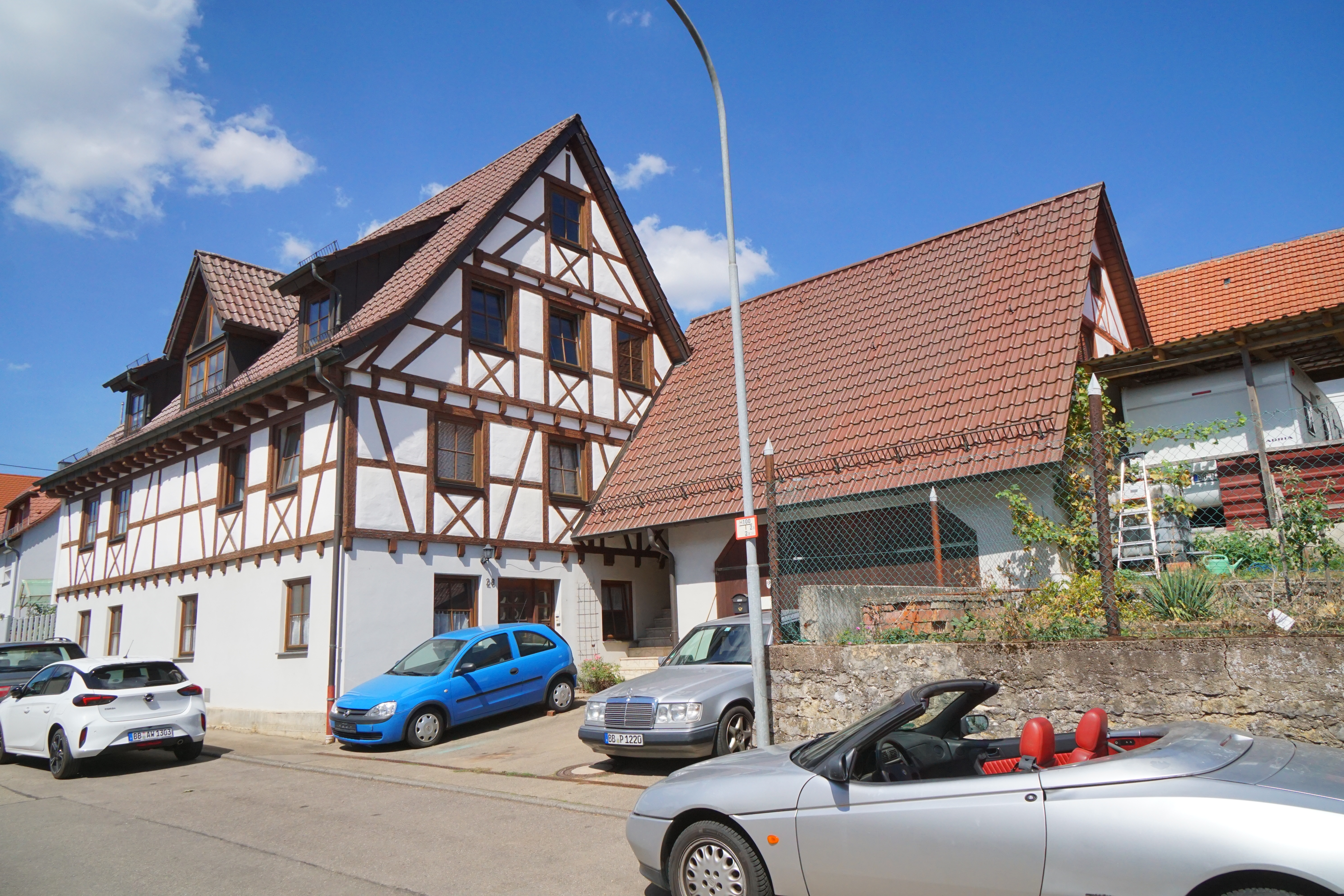
Lehenweiler Hauptstraße 28
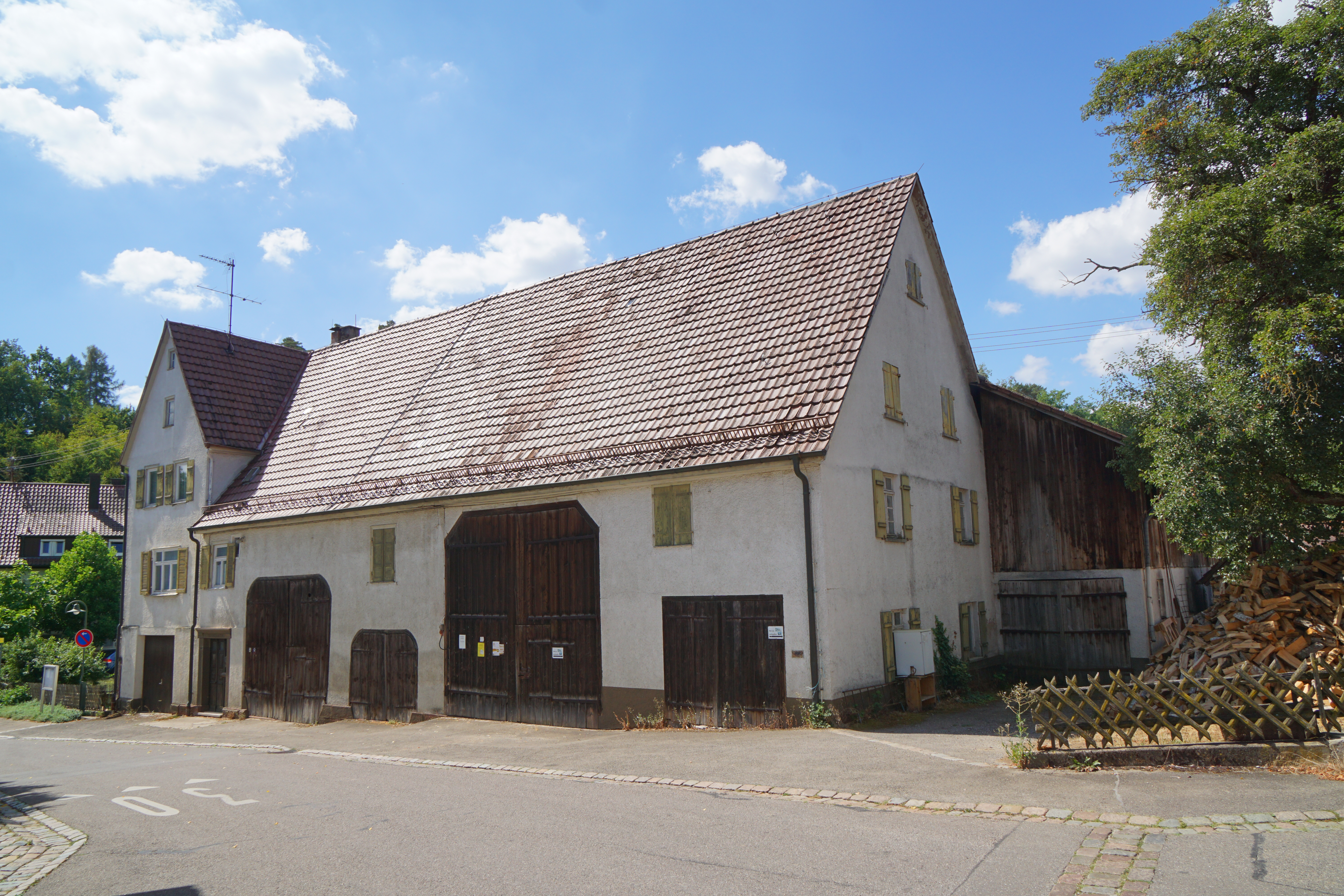
Lehenweiler Hauptstraße 3
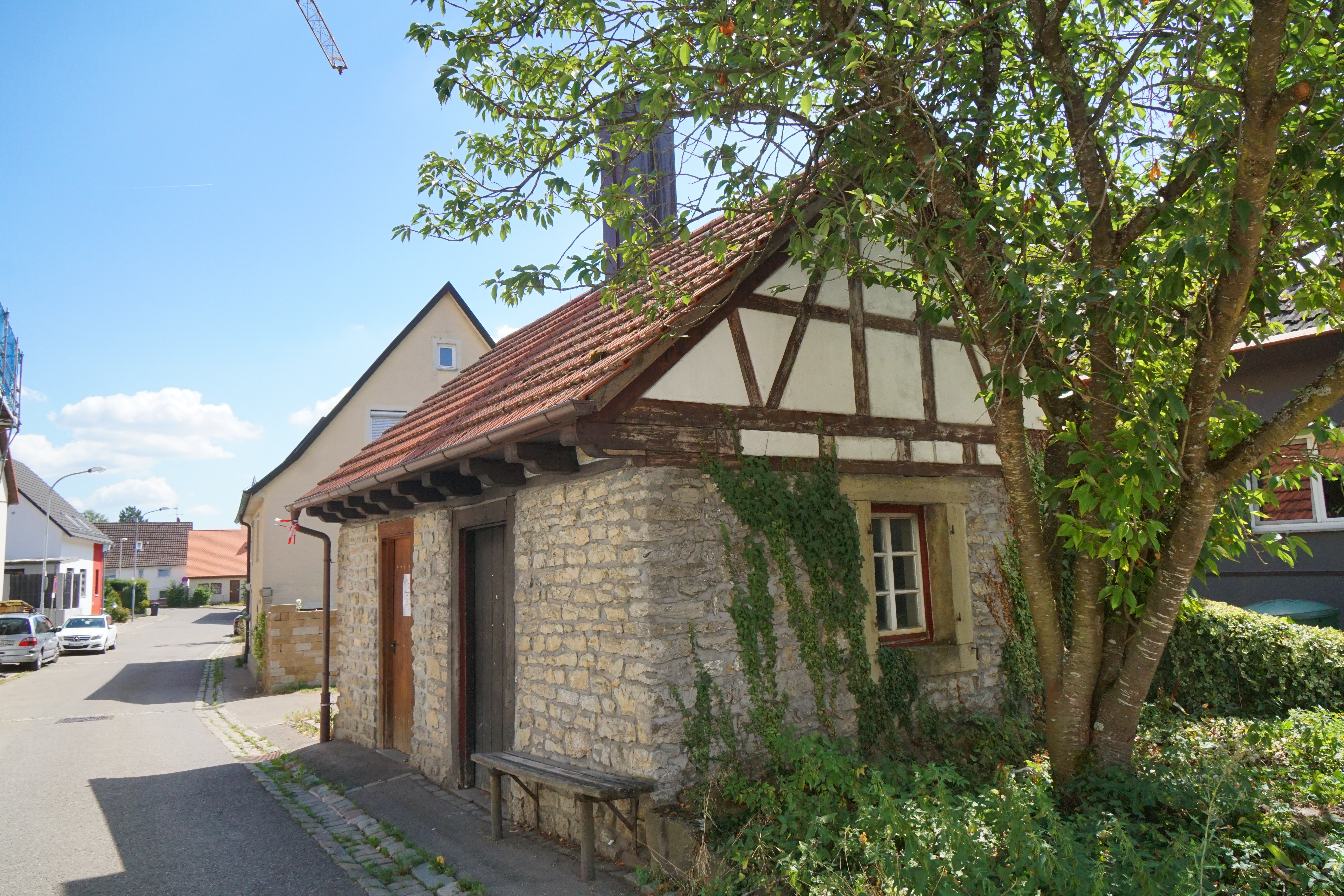
Backhaus
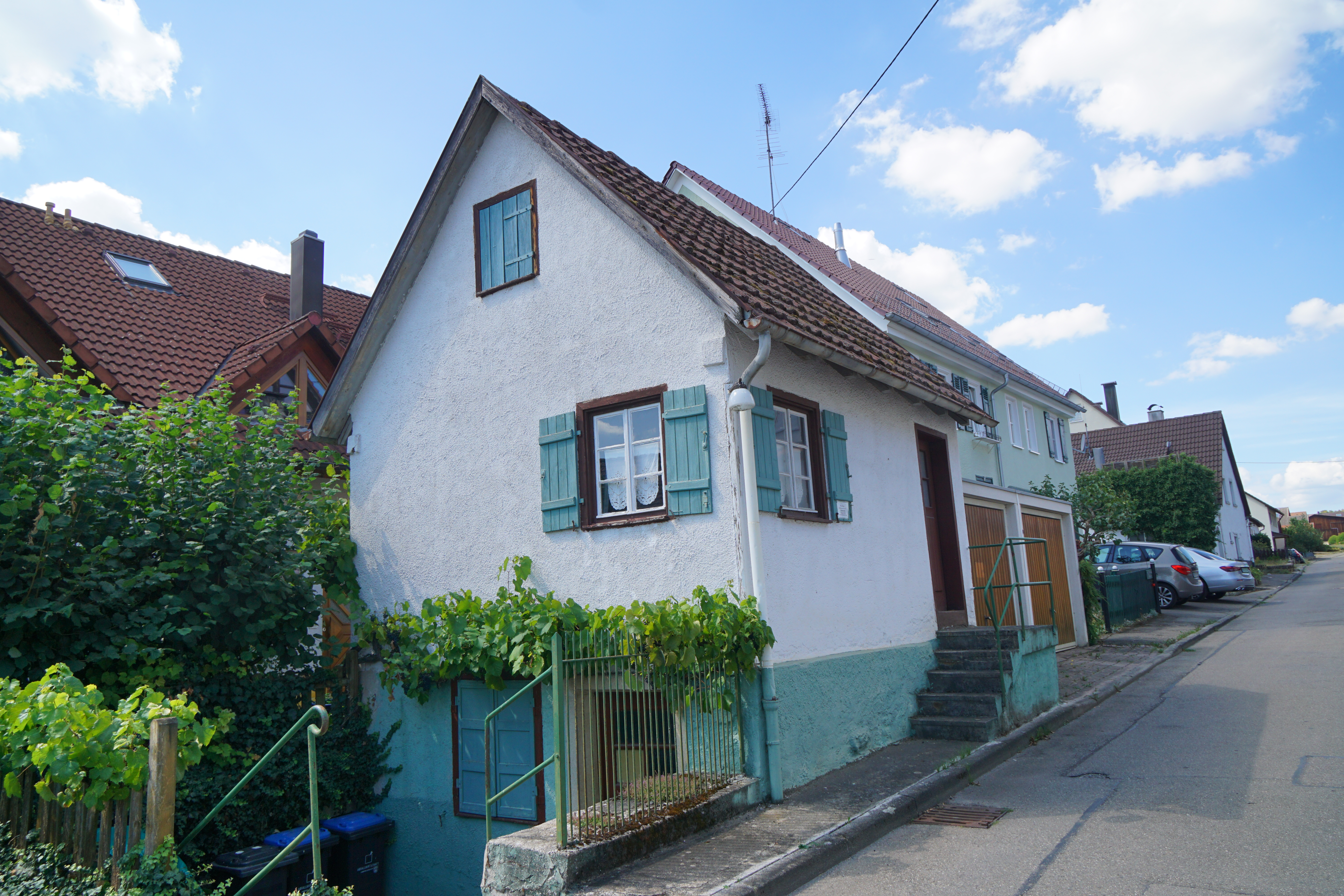
Ehemalige Milchsammelstelle
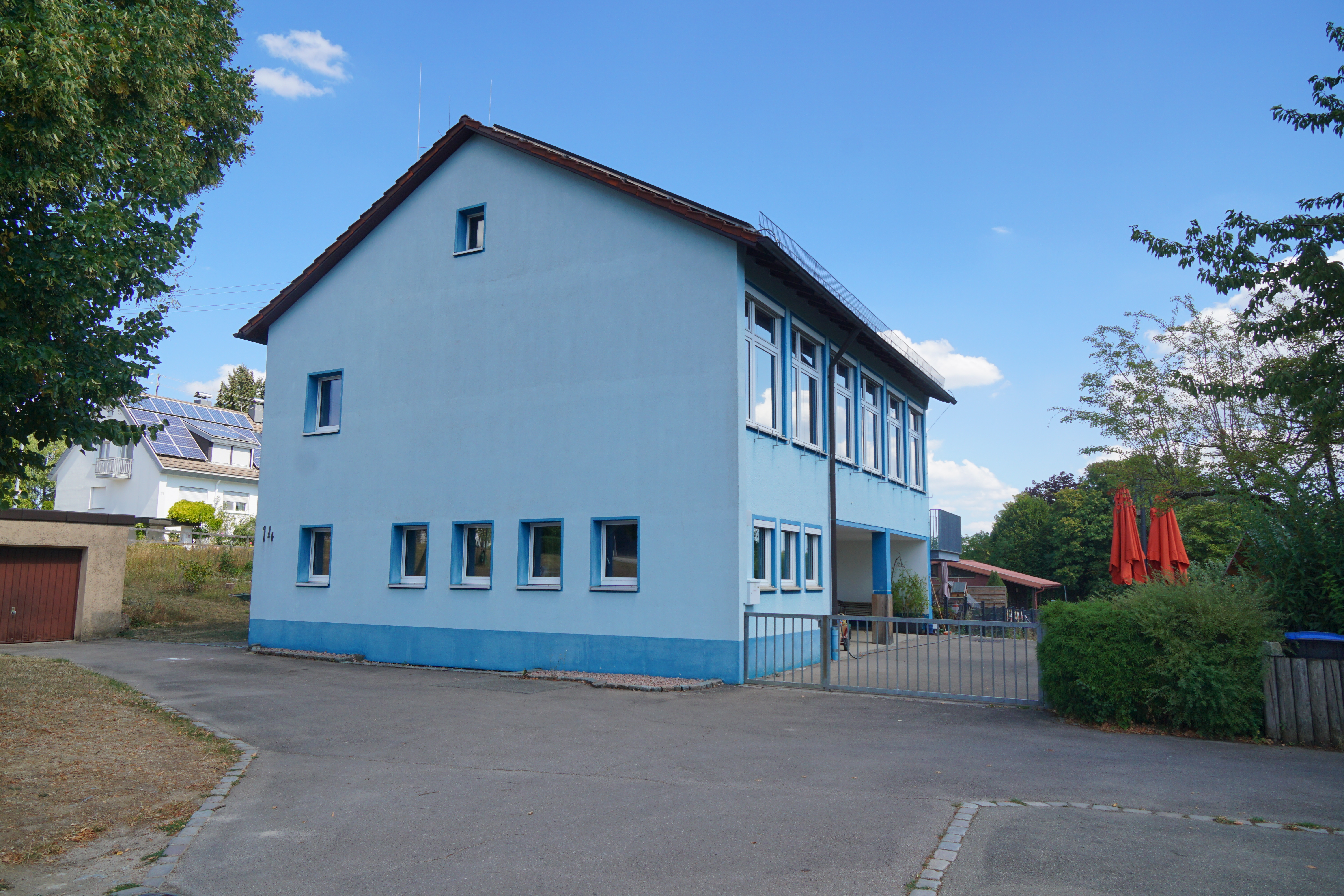
Kindergarten
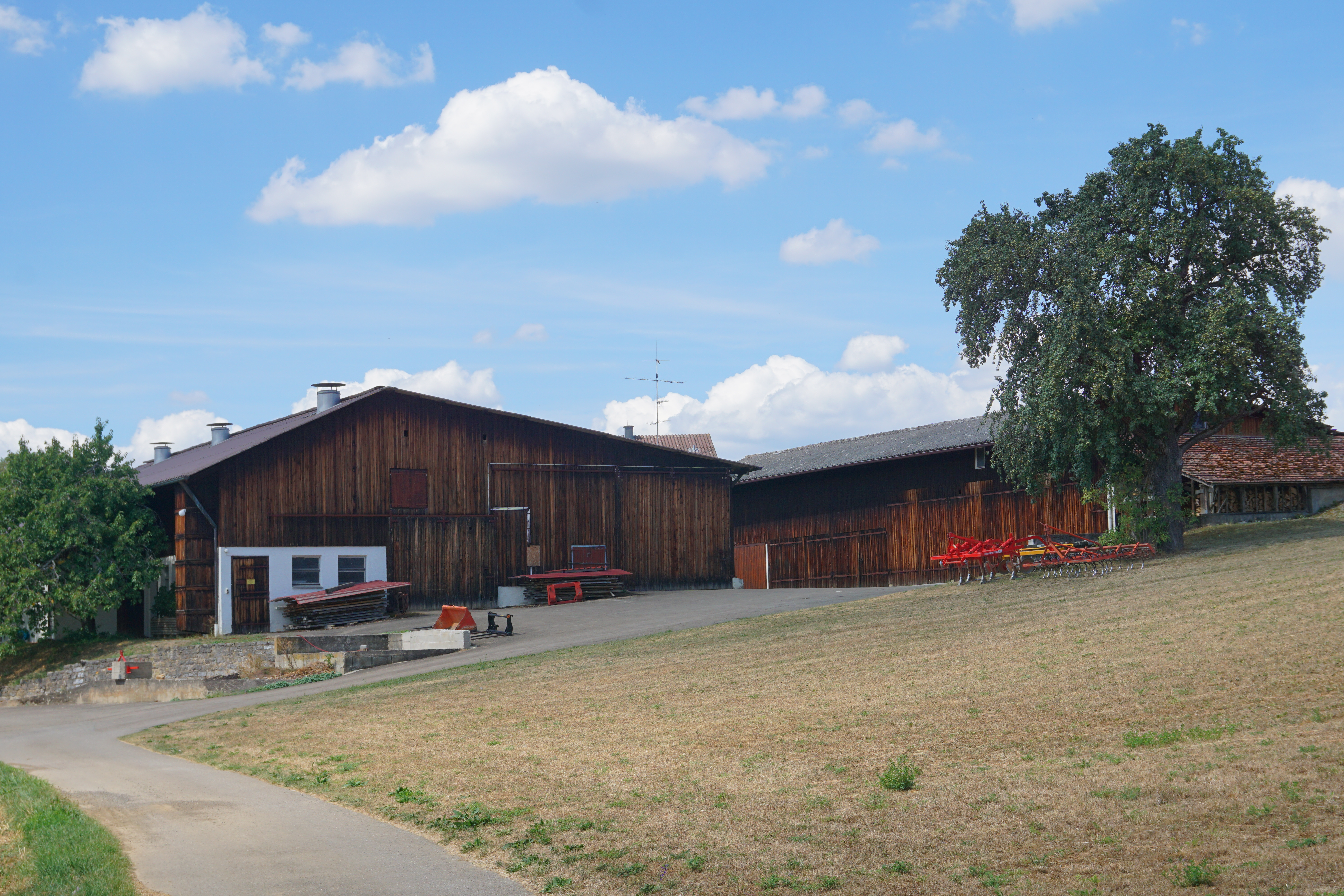
Lerchenhof

## Vereine
- Tennis und Fußball gibt es in Aidlingen. Ausgewiesene Spaziergänge oder kleinere Wanderungen in der Natur sind möglich und werden genutzt.

## Söhne und Töchter des Orts
- Karl Hess (1911–1997), Landrat, stammte aus Lehenweiler